# Plesiopidae
Famille
Les Plesiopidae  sont une famille de poissons de l'ordre des Perciformes représentée par onze genres et 47 espèces.
Il est parfois fait état des familles « Acanthoclinidae » et « Notograptidae » mais ces synonymes ne sont pas valides.

## Liste des genres
Selon World Register of Marine Species (22 mars 2015) :
- genre Acanthoclinus Jenyns, 1841 — (5 espèces)
- genre Acanthoplesiops Regan, 1912 — (5 espèces)
- genre Assessor Whitley, 1935 — (3 espèces)
- genre Beliops Hardy, 1985 — (2 espèces)
- genre Belonepterygion McCulloch, 1915 — (1 espèce)
- genre Calloplesiops Fowler & Bean, 1930 — (2 espèces)
- genre Fraudella Whitley, 1935 — (1 espèce)
- genre Notograptus Günther, 1867 — (2 espèces) (non reconnu par ITIS)
- genre Paraplesiops Bleeker, 1875 — (5 espèces)
- genre Plesiops Oken, 1817 — (17 espèces)
- genre Steeneichthys Allen & Randall, 1985 — (2 espèces)
- genre Trachinops Günther, 1861 — (4 espèces)

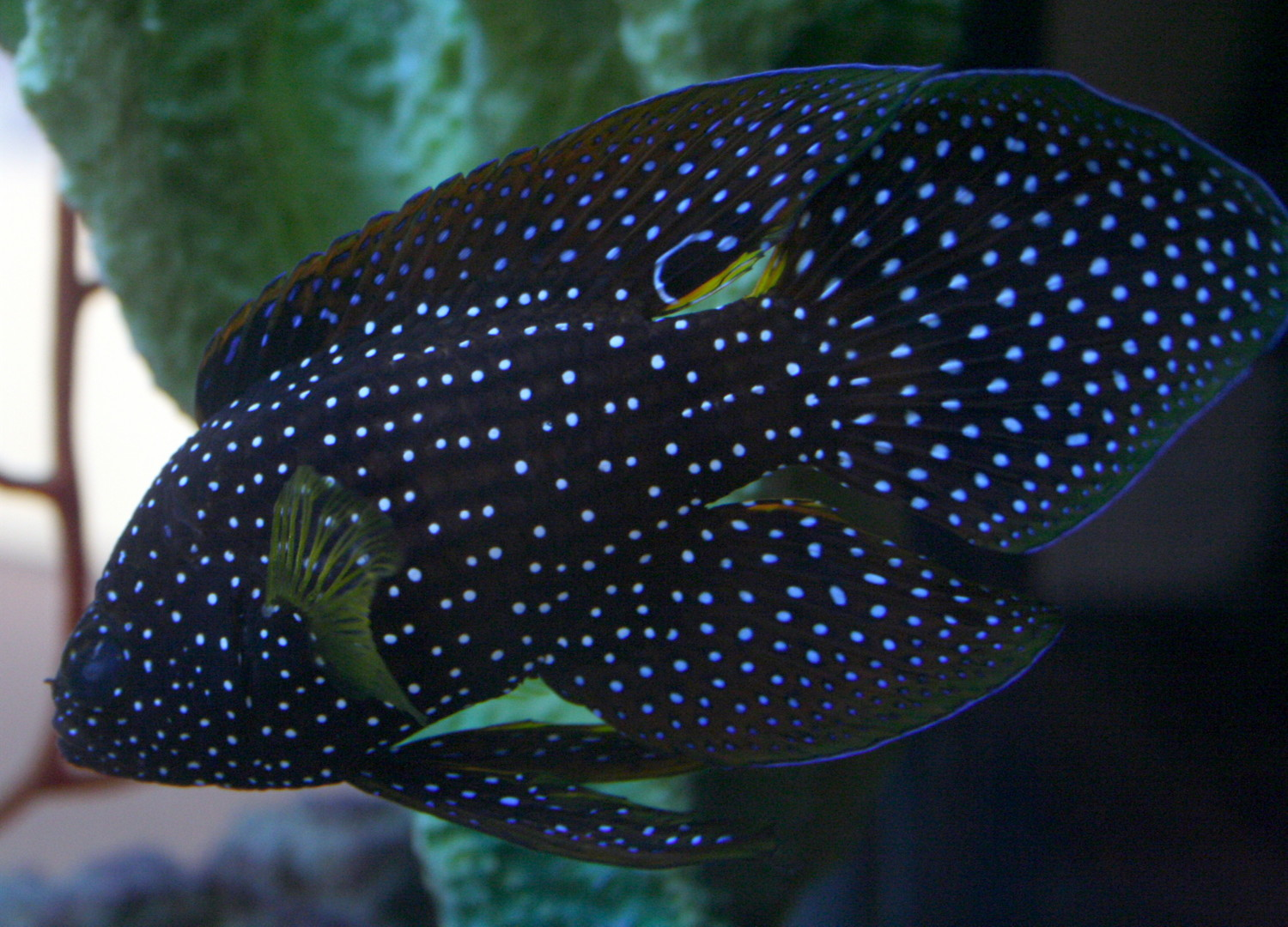
Calloplesiops altivelis
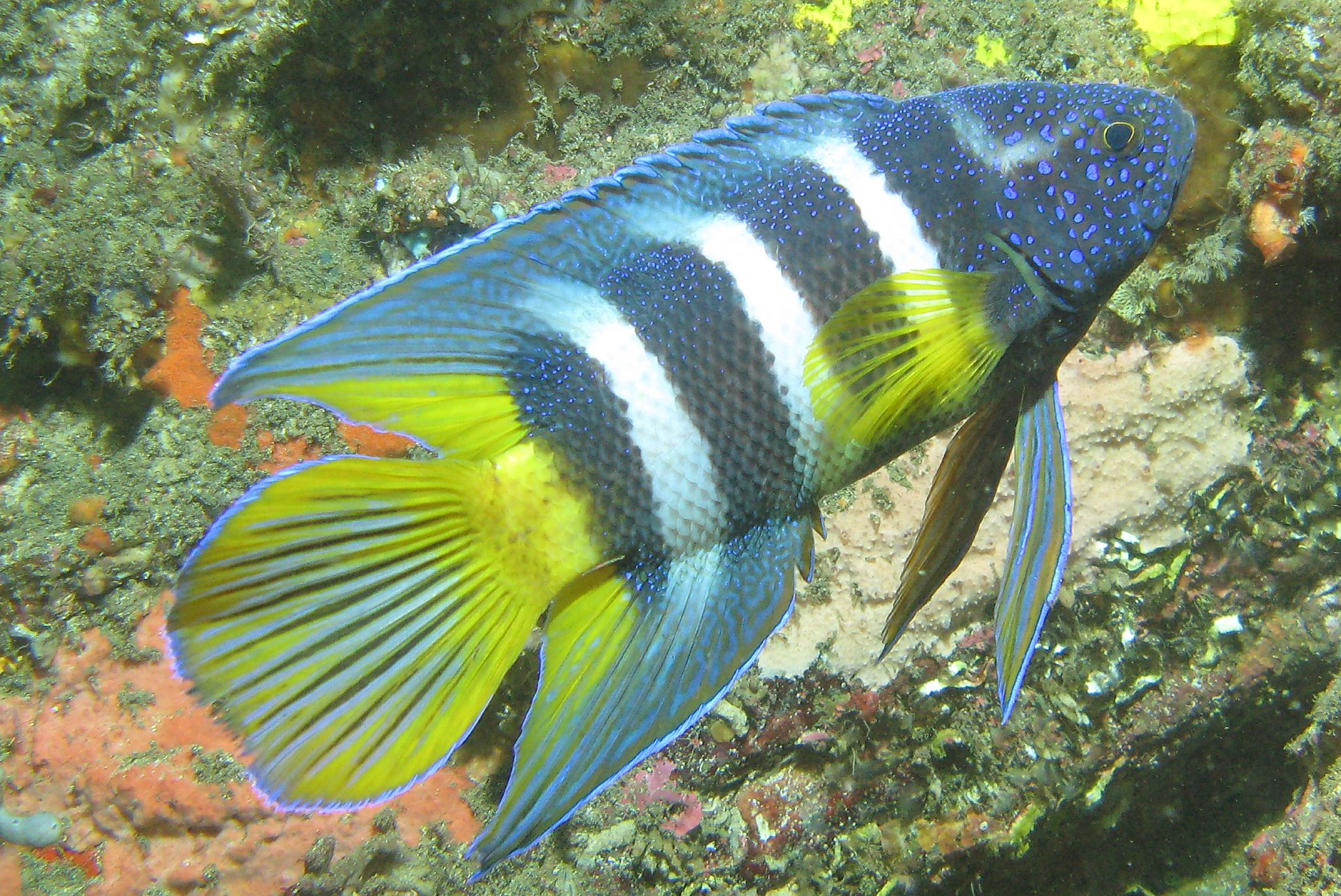
Paraplesiops bleekeri
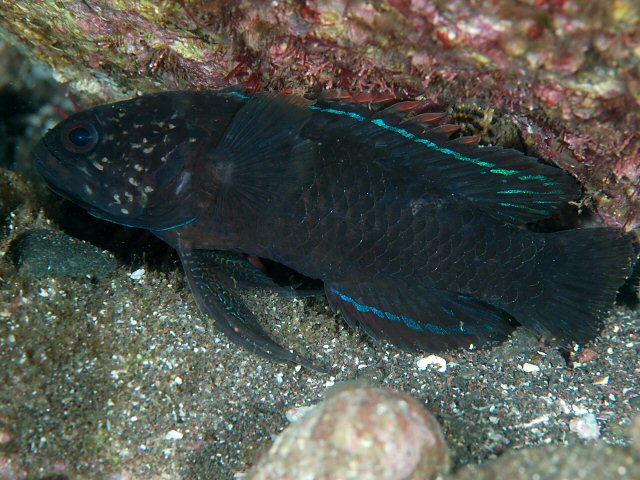
Plesiops coeruleolineatus
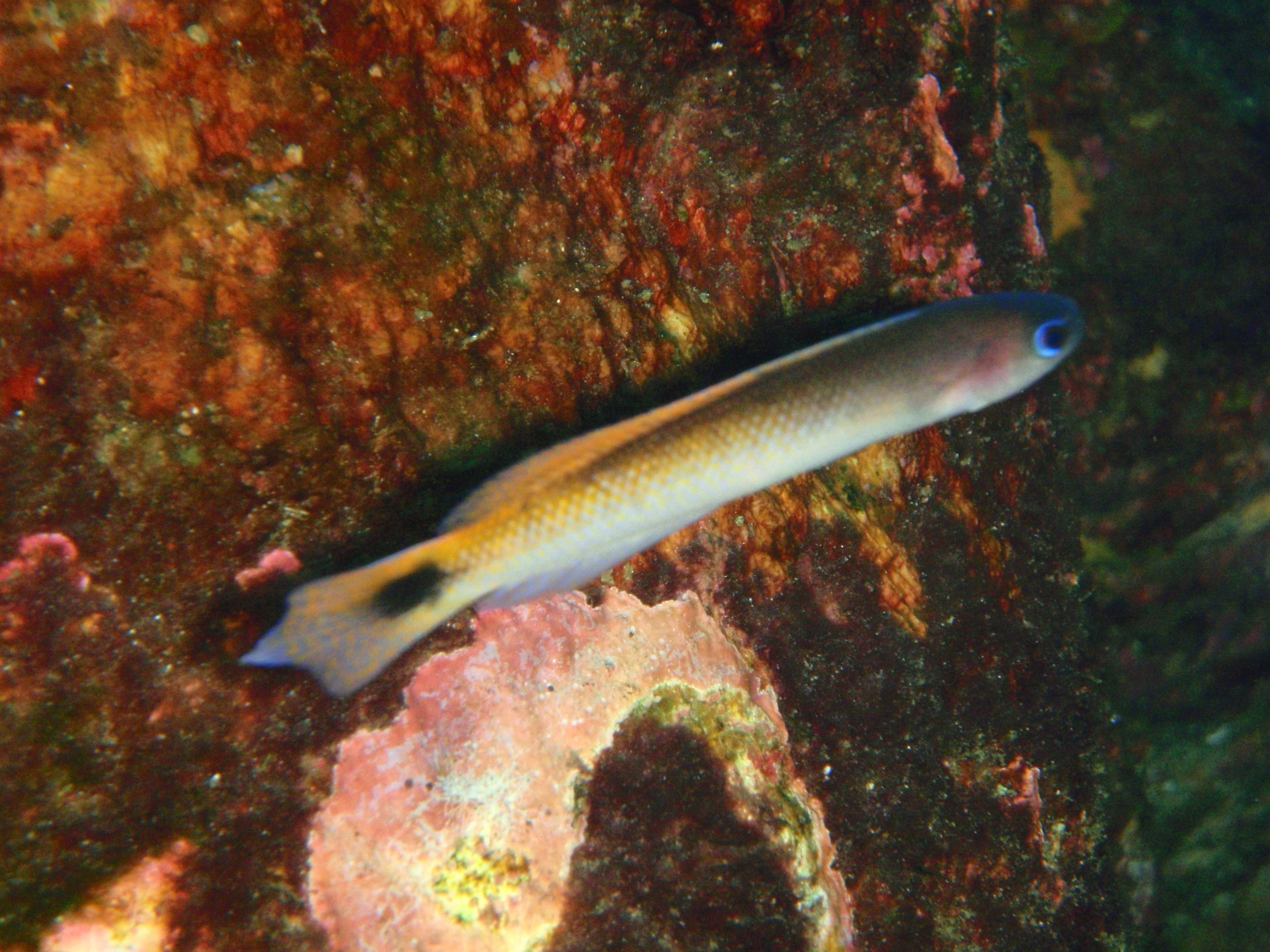
Trachinops caudimaculatus